# 段正 (成化進士)
段正（1441年—1498年8月23日），字以中，號介庵，山西澤州人，明朝政治人物，弘治壬戌進士。

## 生平
成化元年（1465年）順天府鄉試第四名舉人。成化二年（1466年）聯捷丙戌科進士。授元城縣知縣，選監察御史，巡按河南、江西，遷浙江按察，左遷柳州府同知，改汝寧府。升湖廣荊州府知府，舉河南布政使司參政，弘治九年（1496年）四月遷江西左參政，巡撫王恕讚其為「一路福星」。卒年五十八，家貧不能葬

## 著作
有《介庵集》、《柏台公案》十五卷、《諸程日記》三卷、《宦遊記聞》十卷。

## 家族
曾祖父段贇。祖父段奉先。父段善。子段豸，弘治進士。